# Diakovári székesegyház
A Diakovári Katedrális vagy a Szent Péter Székesegyház-Bazilika (horvátul: Katedrala bazilika Svetog Petra) a Diakovár-Eszéki főegyházmegye főszékesegyháza a horvátországi Diakovárban. A diakovári főszékesegyház a horvát historizmus legnagyobb új építésű szakrális épülete. Egyben ez Diakovár leghíresebb látványossága, illetve legjelentősebb szakrális létesítménye is.

## Története

### A székesegyház építésének előzményei
A diakovári székesegyház Horvátország legfiatalabbjai közé tartozik, de gyökerei egészen a középkorig nyúlnak vissza. A 13. században az akkori viharos és bizonytalan boszniai körülmények miatt a boszniai püspöknek és a boszniai káptalannak el kellett hagynia székhelyét a Szarajevó közelében fekvő Brdot. Kálmán herceg, Szlavónia akkori ura 1239-ben adta Diakovárt a püspöknek menedékül, aki átkelve a Száván és megőrizve a boszniai egyház feletti tekintélyt és szellemi irányítást, a püspöki székhelyet Diakovárra helyezte át. A domonkos rendi Pósa püspök volt az első, aki 1246-tól már állandó jelleggel Diakováron tartózkodott és azonnal hozzákezdett a püspöki palota és az első katedrális építéséhez. Az épületeteket a különféle veszélyek miatt sáncokkal vették körül. 
Ezt az első, gótikus székesegyházat a törökök 150 éves ezen a területen való tartózkodásuk alatt (1537–1687) valószínűleg mecsetté alakították át. A török uralom alatt a püspökök nem is mehettek be Diakovárra, a városban viszont több mecset is működött. A törökök kiűzése után, a 18. század elején Patacsics György és Bakics Péter püspökök a régi falak között egy új, nagyon szerény székesegyházat és püspöki palotát építettek. Mivel Bosznia továbbra is török uralom alatt maradt, a püspökség területére külön apostoli helytartót (püspökhelyettest) neveztek ki, míg a püspöki székhely továbbra is Diakováron volt. A keleti szomszédságban feküdt az egykor híres, de akkoriban már szegény szerémi egyházmegye, Szávaszentdemeter (Sirmium) székhellyel. XIV. Kelemen pápa 1773-ban a diakovári püspök irányítása alatt egyesítette szerémi és a boszniai egyházmegyéket. Az így létrehozott egyházmegyét boszniai és diakovár-szerémi egyházmegyének, később röviden csak diakovár-szerémi egyházmegyének nevezték.
Mivel a törökök távozása után épült második székesegyház szerkezetileg nagyon gyenge és javíthatatlan volt, már Mandics Antal püspök (1806-1815) tervezte egy új katedrális építését, egyúttal megalapította az „új székesegyház építési alapot”. Mandics utóda, Raffay Imre (1816-1830) megterveztette az új katedrálist, de a Bécsi Építési Tanács ezt még elutasította. Végül Kukovics József püspök (1834-1849) kapta meg a jóváhagyást. Már megvolt a terv és az építés költségvetése, melyhez a püspökség jelentős pénzügyi alapokkal rendelkezett, de még nem döntöttek a munkák megkezdéséről.

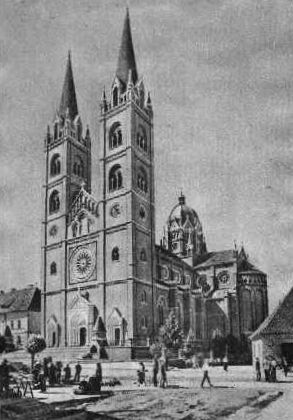
A székesegyház 1900 előtt

## A székesegyház építése
Az elődök elképzeléseit végül Josip Juraj Strossmayer püspök (1848-1905) váltotta valóra. Amikor Strossmayer megkezdte a székesegyház építését, 52 évesen és püspökségének 16. évében testi és intellektuális erejének teljében volt. E nagyszerű vállalkozásba megszerzett hírnevét, energiáját és tudásának legjavát, valamint egyházmegyéjének anyagi erőforrásait beleölte. Olyan remekművet alkotott, amelyet ma is minden idelátogató megcsodál. A székesegyház terveit Bécsben készíttette korának híres építészével, Carl Roesnerrel. Az építési szerződést 1866. április 17-én írták alá Diakováron. A tervek szerint a templomot 5 év alatt kellett elkészíteni, de a munka végül teljes 16 évig, egészen 1882-ig húzódott. Közben Roesner meghalt, ezért a püspök újabb építésszel, a szintén bécsi Friedrich von Schmidttel kötött szerződést, aki a zágrábi székesegyházat is tervezte. A munkálatok nem mentek nehézségek nélkül, ami különösen az anyagbeszerzésben nyilvánult meg. Diakováron csak a téglákat égették az egyházmegyei téglagyárban (7 millió téglát használtak fel az építkezéshez), a követ és minden mást az Isztriáról, Ausztriából, Magyarországról, Olaszországból, Franciaországból és más országokból kellett szállítani.
Amikor az építés már kellően előrehaladott volt, 1870. április 28-án Strossmayer szerződést kötött a székesegyház kifestésére. Rómában élő német festőket, apját és fiát, Alexander-Maximilian Seitzet és Ludwig Seitzet választotta ki erre a feladatra. A festők 36 freskó elkészítésére kaptak megbízást, amelyek mindegyike több mint 30 négyzetméter alapterületű volt. Végül összesen 43 freskó készült. Ezt a munkát 12 éven át végezték a festők számos munkatárssal kiegészülve, mivel a munkát csak a melegebb hónapokban lehetett végezni.  Az élénk színű festmények bibliai jeleneteket ábrázolnak: a főhajóban tíz válogatott téma található az Ószövetségből, a kereszthajóban és az apszisokban pedig az Újszövetség témái, vagyis Jézus életének jelenetei, valamint az apostolok, főként a Péter apostol élete látható. A festmények a katedrális legvonzóbb részletei. A festmények mellett a székesegyházban 7 oltár és egy ünnepi szószék található, amelyeken kőszobrok és a szentek domborművei találhatók. A főoltár az építészet remekműve, amelyet a székesegyház védőszentjének, Péter apostolnak szenteltek. A mellékoltárokon szereplő szentek kiválasztása összekapcsolódik az egyházmegye történetével, a püspök építő eszméivel és az általános népi vallásossággal. A székesegyház összes falfelületét különböző formájú színes ékítmények díszítik. Ezek Josip Voltolini festő-dekoratőr és társai munkái. Szembetűnő a kórus nagy orgonája is. Az első orgona egy nagy tűzben égett meg, amely még 1933-ban tört ki a székesegyházban. A jelenlegi orgonát a híres szlovén orgonaépítő, Franc Jenko építette. Az orgona 73 regiszteres, három manuálos, pedálműves és 5486 sípja van. A főoltár és a kereszthajó alatt egy nagy kriptát alakítottak ki, amelybe két bejárat vezet, az egyik a székesegyházból, a másik az utcáról. Az építtető Strossmayer püspök és más püspökök síremléke található itt, de a hely alkalmi szertartásokra, kiállításokra és koncertekre is alkalmas. A székesegyház építése 1866-tól 1882-ig tartott. A templomot 1882-ben, október 1-jén, vasárnap ünnepélyesen szentelték fel, Horvátországból és egész Európából érkező vendégekkel.

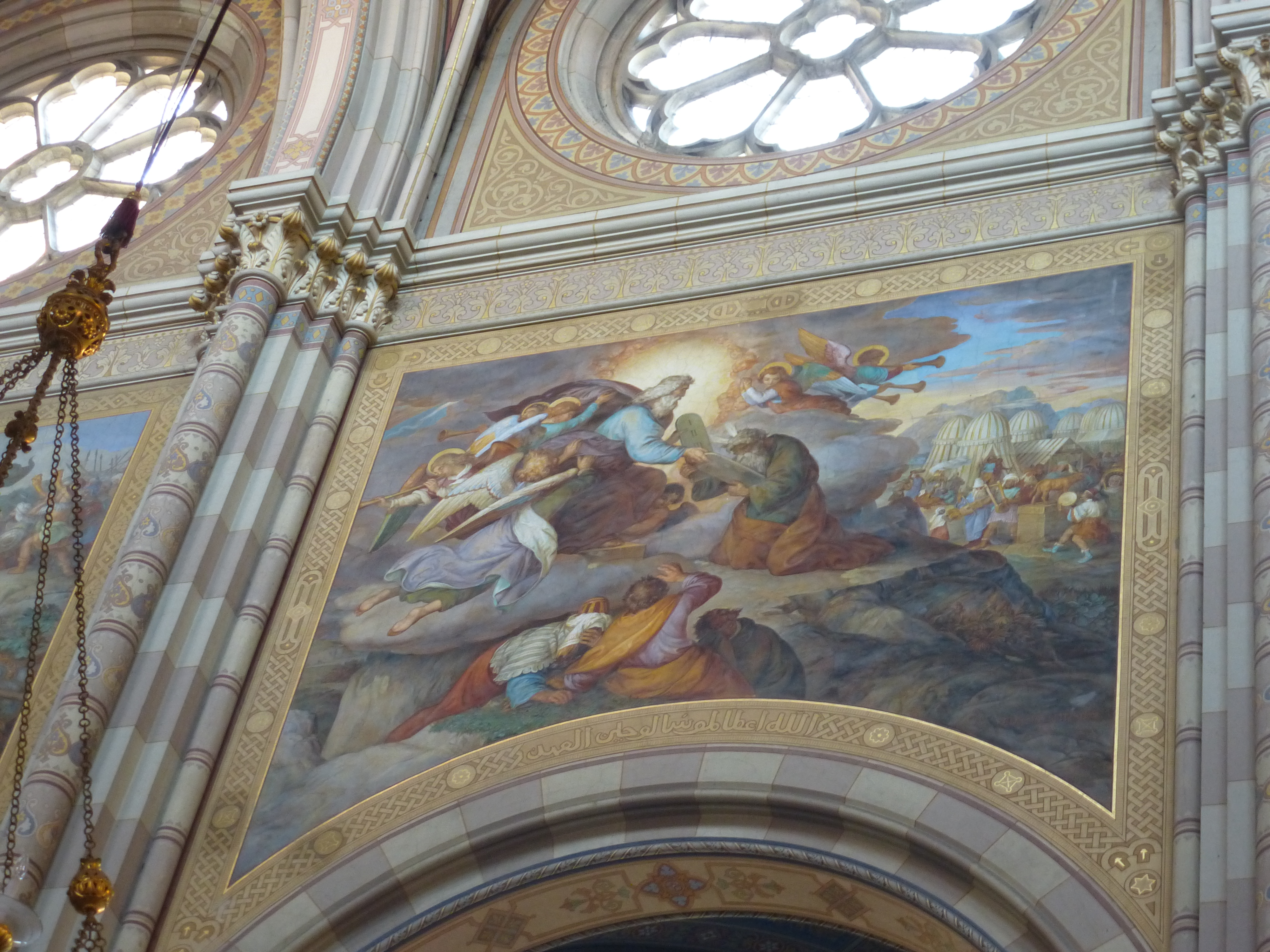
Mózes átveszi a kőtáblákat – festmény a diakovári székesegyházból

## A székesegyház leírása

### A székesegyház belseje
A székesegyház alaprajza a latin kereszt. Ez a szimbolikát folytatja és jelentősen gazdagítja a faliképek elrendezése: a hajóban az ószövetségi motívumokkal, a kereszthajóban pedig az újszövetségi motívumokkal. A hajók metszéspontjában található a menza (oltár), Krisztus szimbóluma. A menzát a menny és az örökkévalóság jeleként aranyozott kupola borítja. Krisztus tehát az egyház központi személye és alapvető szellemi dimenziója. Teljesíti az ószövetségi ígéreteket, bevégzi az ószövetséget, és megkezdi az újat. A katedrális freskóinak teljes ikonográfiai tartalma erre az ideára épül fel.

### A faliképek
A székesegyház központi hajójának mindkét oldalán, az árkádok felett, a kórustól és az orgonától kezdve a főoltárig, tíz nagy falfreskó látható az Ószövetségi Szentírásának a jeleneteivel. Az északi oldalon négy festményt Alexander-Maximilian Seitz az apa, négyet pedig a déli oldalon a fia, Ludwig Seitz készített. Ludovico Ansiglioni római festő mindkét oldalára festett egy-egy képet, de ezeket nem írta alá. A freskók olyan ószövetségi jeleneteket tartalmaznak, amelyek az üdvösség történetéről beszélnek. A festmények főszereplői szintén előképek, Krisztus, a Megváltó előalakjai. Két szemközti kép egy témát zár le. Az első képpár Ádámról és Éváról szól a paradicsomban, majd és kiűzetésükről az Édenkertből. A második pár az özönvízről és Noé megmentett családjának hálaáldozatáról, a harmadik pár Ábrahám ősatyát állítja elénk, aki feláldozni készül Izsákot, valamint az ifjú Józsefet, akit az irigy testvérek eladnak Egyiptomba. A negyedik pár a kis Mózesnek a Nílusra történő vízre bocsátásáról és a Sínai hegyen Isten törvényének elfogadásáról, az ötödik, egyben az utolsó festménypár Jézus ősének, Dávid királynak az életét ábrázolja: felkenését és győzelmét Góliát felett.
Az újszövetségi jelenetek a kereszthajóban, a papi kórusban és a fő apszisban találhatók. Ennek az épületrésznek a szintje 6 lépcsőfokkal magasabb, mint a középső és az oldalhajók, központjában, a főoltáron végzik a liturgiát. A freskók sora időrendi sorrendben követi Jézus életét és munkásságát, az Angyali üdvözlettől a Mennybemenetelig. A ciklus három csoportból áll, egyenként öt nagy kompozícióból. A déli ágban Jézus gyermekkorának és korai életének képei láthatók (az Angyali üdvözlet, Mária látogatása Erzsébetnél, Jézus születése, a Három királyok ajándéka, A tizenkét éves Jézus a templomban, valamint Jézus megkeresztelkedése). A kórus Jézus nyilvános szolgálatának ábrázolása Lázár házában, Jézus meggyógyítja a betegeket, Jézus kiűzi a kereskedőket a templomból, a Mennybe való felmenet és az Istenanya megkoronázása). A keresztirányú hajó északi ágában Jézus életének utolsó nagy eseményei vannak (Az utolsó vacsora, Jézus a Getsemáné kertben, Jézus siratói, Nők Jézus üres sírja előtt és Jézus mennybemenetele). Strossmayer egyháztörténeti emlékeit különösen a három apszis tetején látható festményeken szövi bele ebbe az alapvető bibliai szálba: néhány szent alak mellett megjelennek bizonyos horvát régiók képviselői, a festők és családtagjaik arcképei, névtelen népi személyek és az adományozók alakjai. A déli és az északi apszis freskói alatt Jézus első választottjainak, követőinek és közvetlen társainak, az apostoloknak a portréi láthatók, minden apszisban (Péter és Júdás kivételével) öt. A keresztirányú hajó mindkét ágában a Jézus életét ábrázoló nagy freskók alatti félköríves mezőkben (lunetták) három jelenet látható a székesegyház névadója, Péter apostol életéből.
A Szent Péter életéből vett jeleneteket a nazarénus mozgalom egyik vezető festője, Friedrich Overbeck alkotta a bazilika részére.

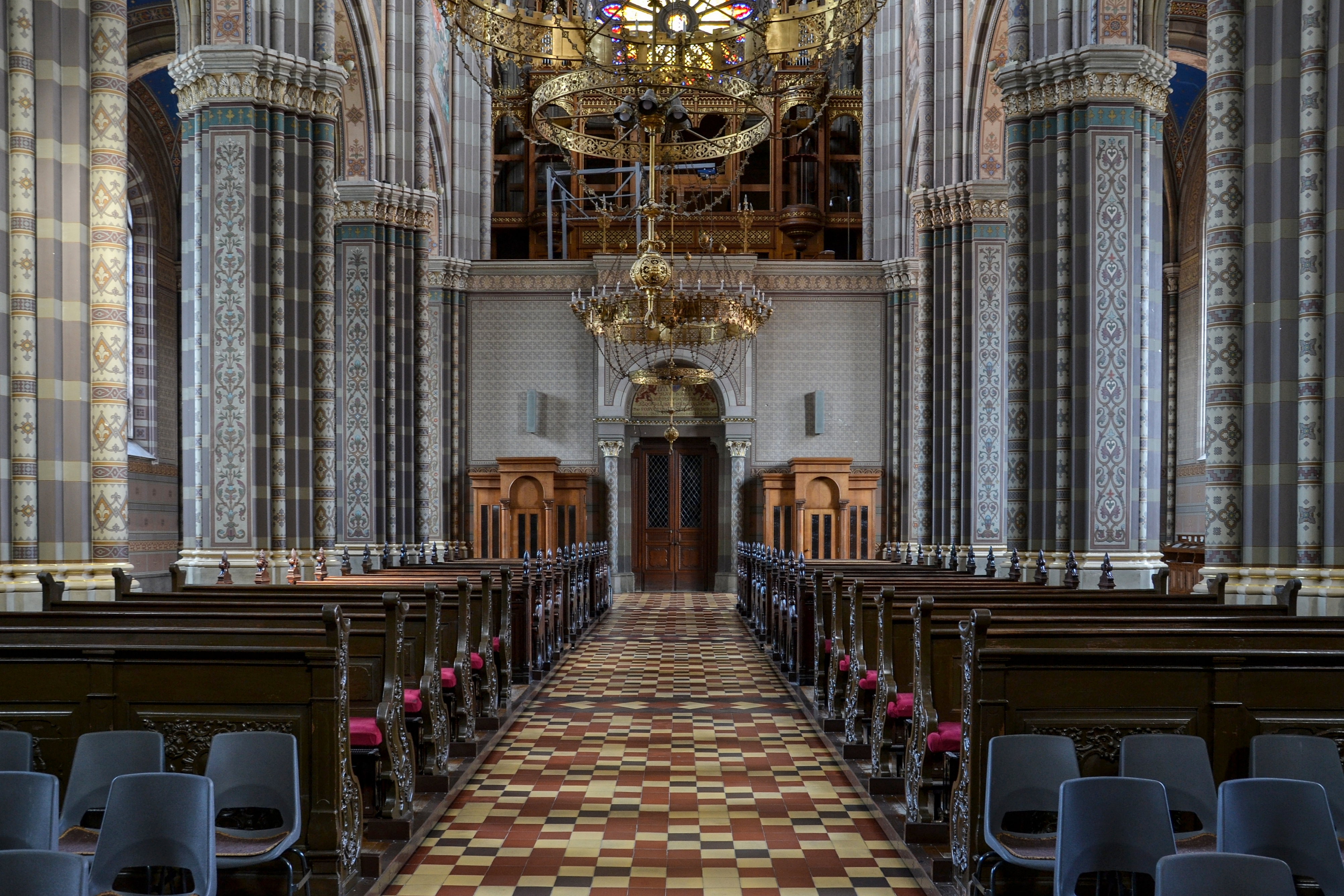
A székesegyház belső terének részlete

### Az oltárok
A 19. század második felében, amikor a székesegyház épült, a szobrászatot elhanyagolták Európában. A szobrok kifejezése inkább statikus volt, és nem volt túl ötletes és eredeti. Strossmayer azokat keresve, akik részt vennének a székesegyház belső díszítésében, a képzőművészet az akkori forrásaihoz, osztrák, olasz és német városokba, és különösen Rómába ment, hogy közvetlen kapcsolatba lépjen a művészekkel. Történelmi okokból a román stílus mellett döntött, amelynek megszorításait gótikus jellegű díszítéssel gazdagította. Ez különösen észrevehető a faragványokban és az oltárépítészetben. A belső dekoráció szobrászati részét az építkezés utolsó öt évében, 1877-től 1882-ig végezték. Figyelembe véve a falfestményeket és dekorációkat, az oltárok és a hozzájuk tartozó szobrok a háttérben állnak, ám a belső térben mégis minden egyedülállónak és harmonikusnak tűnik.
Építészeti szempontból különösen kiemelkedő a főoltár 15 méter magas, négyoldalú ciboriuma, amelyet négy faragott márványoszlop tart. A cibórium mindkét oldalát faragott és aranyozott díszek és a négy nyugati egyházatya Nagy Szent Gergely, Szent Ambrus, Szent Ágoston és Szent Jeromos medalionja díszíti. A cibórium felett található egy kisebb boltozat, amely alatt a székesegyház védőszentjének, Péter apostolnak a szobra található. Az egész alkotást egy nagy kereszt zárja, amelyet a négy angyal kőszobra vesz körül. A ciborium sarkaiban a négy evangélista látható. Ennek a kompozíciónak az az üzenete, hogy az oltár (Krisztus) az az alap, amelyre az evangélisták és az egyházatyák építik a hívők közösségét (az egyházat), elvezetve az üdvösséghez (a kereszt által) az örökkévalóságba (angyalok). Az oltárt Carlo Roesner kezdte építeni, majd végül Strossmayer számos javaslatával Friedrich von Schmidt építész készítette el. A medalionokat és szobrokat Vatroslav Donegani készítette.
A székesegyházban hat mellékoltár van. A gazdagabban díszítettek a kereszthajó apszisaiban, a két egyszerűbb pedig a mellékhajók kápolnáiban, ahol az oldalhajók végződnek. Az északi apszisban a Szent Illés próféta oltár található, aki az egyházmegye diakovári (bosnyák) részének a védőszentje. A három szobor modelljét az akkor Rómában dolgozó Georg Feuerstein adta, Josef Philipp bécsi szobrász pedig elkészítette. Az oltár központi részét Illés próféta monumentális szobra foglalja el. Méretét tekintve meghaladja az adott építészeti keretet. Illéstől balra és jobbra Szent Iréneusz és Szent Pál szobrai vannak. A déli apszis oltárának szobrait Vatroslav Donegani készítette. A központi oltárfülkében a Szent Demeter, szerémi diakónus és mártír, az egyházmegye szerémi részének védőszentje. A "thesszaloniki hagyomány" szerint római tiszti egyenruhás katonaként ábrázolják, mártíromsága jelével, pálmaággal a kezében. Tőle balra és jobbra, egy kisebb térben találhatók Szent György vértanú és Kapszitrán Szent János ferences szobrai, aki a törökök elleni harcok hőse volt a Szerémségben és Szlavóniában. Mindkét oltár építészetileg azonos és szimmetrikus. Bár Feuerstein szobrai dinamikusabbak, mint Doneganié, a Szent Demeter oltár visszafogottságával jobban illeszkedik az apszis terébe.

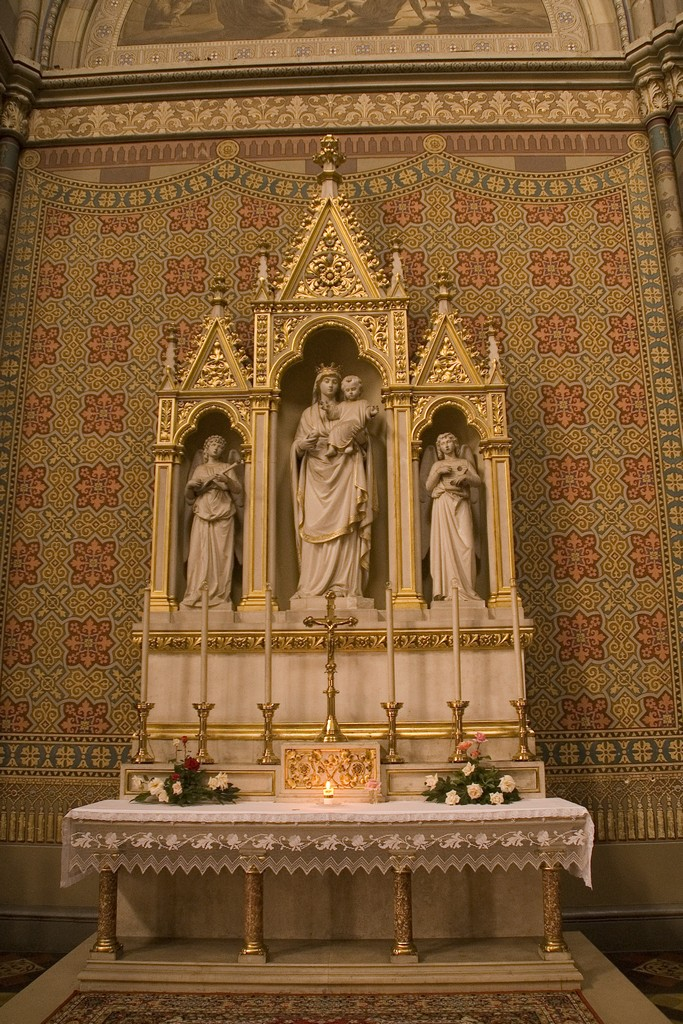
Az Istenanya oltárának retablója

A kereszthajó másik oltárpárját a nyugati fal mentén, a főoltártól balra és jobbra helyezték el. Ezeket Friedrich von Schmidt építész tervezte, a szobrokat pedig Vatroslav Donegani faragta. Építészeti és dekorációs szempontból nagyon közel vannak egymáshoz. Itt is háromrészes retabló található, de a szobrok feletti háromszögű oromzat alatti baldachinok sekélyebbek. A jobb, északi oldalon az Istenanya oltára található. A központi térben a Szűzanya koronával a fején, balján a kis Jézus, jobbjában egy almával. Mellette, a jobb és baloldalon lévő terekben kisebb angyalszobrok találhatók: az egyik citerával, a másik tamburinnal. Ennek az oltárnak a párja, a bal, déli oldalon a Szent József oltár. Szobra a tizenkét éves Jézussal a retabló központi terében van, mellette, az oldalsó fülkékben találhatók a Szent Katalin szűz és vértanú, valamint Szent Cecilia szűz és vértanú szobrai. A harmadik oltárpár a két oldalhajó végében levő kápolnában található. Terveiket szintén Friedrich von Schmidt, a szobrokat pedig Vatroslav Donegani készítette. A retablók sekély fülkékkel rendelkeznek, háromszög alakú oromzattal vannak fedve, háromszárnyúak, féloszlopokkal alátámasztva. A díszítés itt is gótikus. A jobb oldali oltárban Nepomuki Szent János szobra, a baloldalon pedig a szlávok apostolai és európai pártfogói, Szent Cirill és Metód láthatók. Az egyházmegye történetével az a kapcsolata, hogy Metód Sirmium püspöke volt, tehát Diakovár püspökei Metód utódai.

### A belső berendezés
A szószék az északi pilon mellett áll, a főoltárhoz legközelebb található. Teste hatszögletű, és hat márványoszlop támasztja alá. Friedrich von Schmidt munkatársa, Hermann Bollé tervezte, és Vatroslav Donegani szobrai, valamint domborművei díszítik. Kanyargós lépcső vezet fel rá. Négy felületét kő dombormű borítja: az Angyali üdvözlet, Mária elköteleződése, Jézus megjelenése a templomban és Jézus a kereszten. A híres keresztény próféták és prédikátorok szobrai a hat sarokban vannak elhelyezve: Keresztes Szent János, Sienai Szent Bernát, Liguri Szent Alfonz, Páduai Szent Antal, Loyolai Szent Ignác és Aquinói Szent Tamás. A szószék román stílusban készült, míg a szobrokat és a domborműveket a klasszikus reneszánsz művészi kifejezés ihlette. A szobrokat nagyon körültekintően készítették, a domborművek pedig összetételükben tiszták, felesleges részletek nélkül.
A fő apszis alsó részén a püspöki szék, a kanonoki és a papi padok találhatók. Friedrich Schmidt tervei alapján készültek tölgyfából, szélein faragott díszekkel. A püspöki trón oromzatos részébe Strossmayer kérésére egy fából készült domborművet helyeztek el, amely az Isten Anyját ábrázolja gyermekével, Jézussal a karjában. A 14. századi pisai iskola munkája, amelyet a püspök szerzett Rómában.
A székesegyházban 1968-ban 14 nagy, kőből készült domborműsor került elhelyezésre, amelyek Jézus szenvedésének jeleneteit ábrázolják. Az új művek elhelyezésére az alkalmat a székesegyház építése kezdetének (1866) századik évfordulója, valamint a háború és földrengés utáni újjáépítés sikeres befejezése adta. A domborműveket Lujo Lozica akadémiai szobrászművész készítette. Hét domborművet helyeznek a déli falra, és hetet pedig az északi oldalhajó falára. A székesegyház megépítésének idejéből származó összes szobrászati alkotás egyedülálló művészi egészet képvisel, így a keresztút stílusában és koncepciójában elüt a katedrális többi alkotásától.

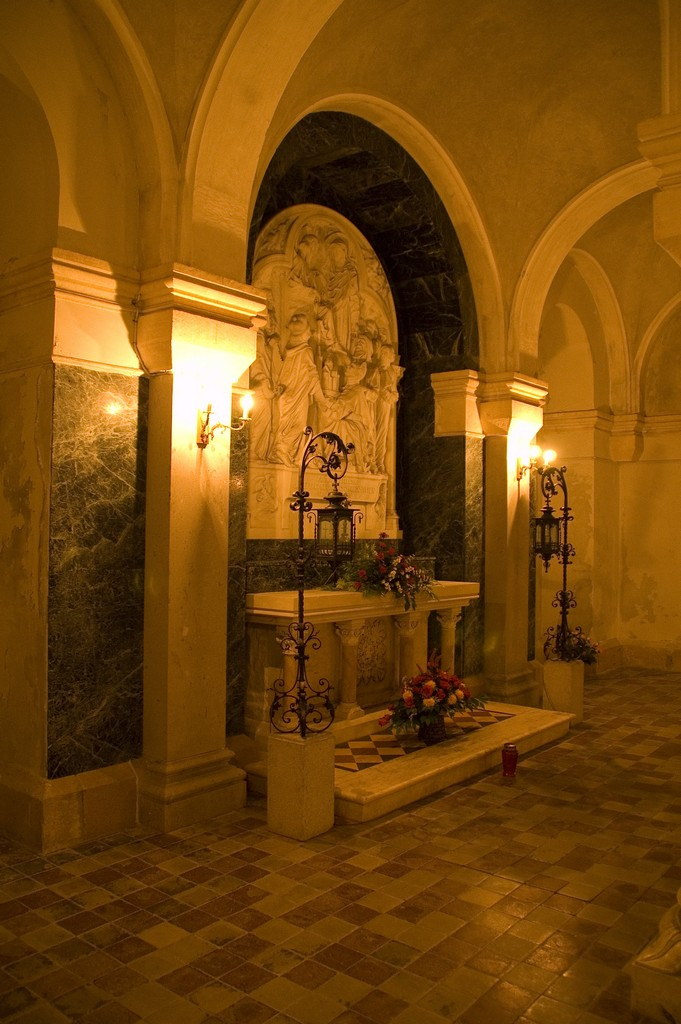
Strossmayer püspök sírja

A kriptában az építő püspök sírja és más püspökök sírjai találhatók. A főoltár alatti falban lévő Strossmayer-síron található domborművű epitáfot Rudolf Valdec horvát szobrászművész készítette. Még a püspök életében egy kis menzát emeltek oda, és Valdec fehér márványból faragott, oltárképszerű alkotását 1913-ban a sír előtti falra helyezték. A dombormű Krisztust, a trónon ülő, ítélkező Krisztust ábrázolja. Előtte Isten Anyja, a szószóló. A püspök félretéve a püspöki mitrát, Krisztus elé térdel, és kezében tartja a székesegyház makettjét. Szent Cyril és Metód kísérik és a tizenkét apostol veszi körül. Tiszteletben tartva az egyházi felszerelések stiláris elvét, Valdec ezt a jelenetet egy gótikus háromszögbe, két oszlopon nyugvó félkörívbe helyezi. A kompozíció azonban távol áll a székesegyház más szobrainak stílusától.

### A székesegyház külseje
A székesegyház külseje helyben készített vörös homlokzati téglából épült. A székesegyházat széles lépcsőn közelíthetjük meg, majd három díszes portálon keresztül jutunk be a három hajóba. A templom homlokzatát két harangtorony, hátulját pedig a kupola teszi lenyűgözővé. Vörös sziluettje már messziről látható a várost megközelítő számára.
A székesegyház román stílusú homlokzatán a három, fehér kőből épített portál mély lunettáiba domborművek vannak beágyazva. A központi bejárat felett Jézus feltámadása látható, melyet Tomo Vodička modellje alapján, Alojzij Gangl szlovén szobrászművész alkotott. Fölötte, az oromzatban található Donegani Krisztust törvényhozóként ábrázoló medalionja. A homlokzat központjában egy hét méter átmérőjű, sokszínű, virág alakú rozetta látható. A virág közepén üvegből Isten szemének szimbóluma látható. A két kisebb portál lunettáiban Veronika kendője és Jézus sírba fektetésének domborművei találhatók, Tomo Vodička alkotásai. Domborművek a székesegyház három oldalsó bejáratánál is találhatók: a sekrestye bejárata felett Vodički Jó pásztorja található, a déli, illetve az északi kápolna bejáratai felett Ivan Rendić korai művei: Jézus elesik a kereszttel és Pilátus a kezét mossa művei láthatók.

A homlokzat felső, háromszög alakú oromzatán, a két, kupolával ellátott harangtorony között található a székesegyház művészeti, ikonográfiai és teológiai mondanivalójának összefoglalása. Ezt a művészeti tartalmat mázas, agyagból égetett kerámia csempékre festették. Tervezője Ludwig Seitz, alkotója a római Adriano Ferraresi volt. Tartalma két mezőre oszlik. A háromszög oromzatának tövében egy trifórium található. Ennek középső, valamivel nagyobb mezőjében Jézus látható a kereszten, tőle balra és jobbra egy-egy angyal található, akik mély meditációban, kezükben gyertyatartót tartva, térdelve imádják. A kereszt alatt egy emberi koponya található, a kereszt felett pedig a nap és a hold. A keresztény ikonográfiában a kereszt alatti koponya felidézi azt a legendát, miszerint Krisztust keresztre feszítették azon a helyen, ahol Ádámot eltemették. Valójában annak az üzenetnek a szemléltetése, hogy minden ember Krisztus keresztjén keresztül érheti el az üdvösséget.

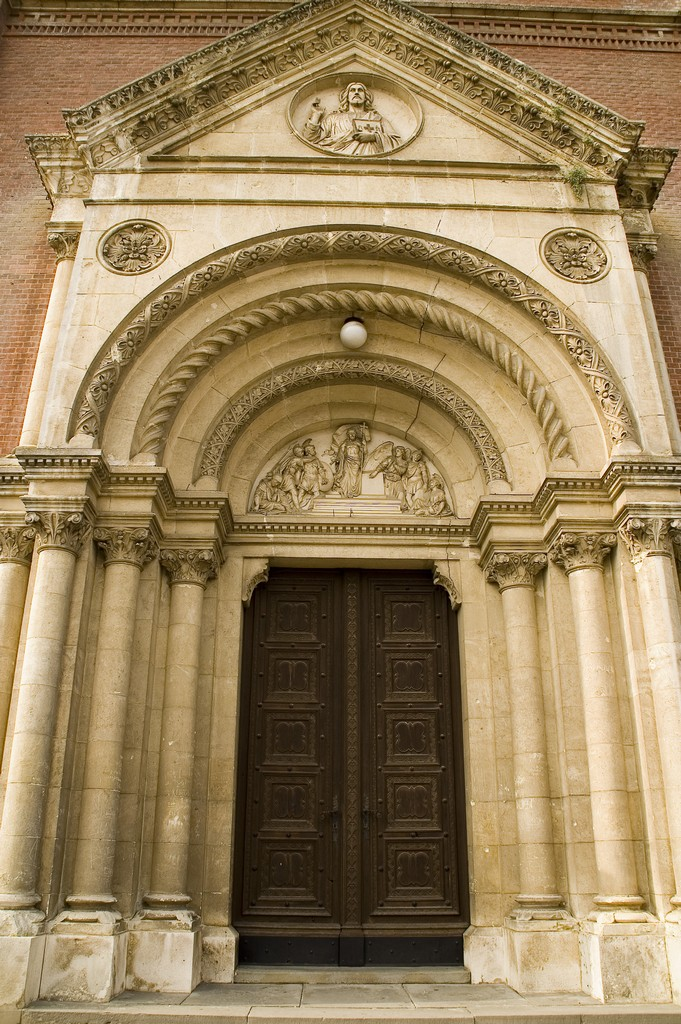
A székesegyház egyik portálja

 A nap és a hold gyakran jelenik meg a keresztre feszítés ábrázolásában. Ez a szimbólum az egész teremtett világ gyászát jelzi a Megváltó halála miatt. A trifórium bal mezőjében Mária áll, sápadt arccal, gyászruhában, összeszorított ujjakkal, széttárt karokkal, a kereszten függő Fiúra emelt tekintettel. Ludwig Seitz nagyon kifejező eszközökkel mutatja be az anyai szenvedés nagy drámáját. A kép meglehetősen sérült és alig látható a szem számára. A jobb mezőben a székesegyház védőszentje, Péter apostol, hagyományos ábrázolással, kezében a kulcsokkal. Egyébként a hagyományos ikonográfiában ezen a helyen az evangélium leírásához hűen mindig János apostolt ábrázolják. Ezért Péter ilyen ábrázolása elég szokatlan. Az oromzat lejtős oldalai mentén nyolc vakablak emelkedik, a kilencedik pedig a legtetején van. A nyolc mezőben női karakterek vannak, a Máté evangéliumának 5. fejezetében leírt nyolc boldogság szimbólumaival. A legfelső, kilencedik ablakban a Mennyei Jeruzsálem képe látható. A kompozíció üzenete: a keresztény élet központja a húsvéti misztérium, vagyis Jézus szenvedése, halála és feltámadása. Ez az üdvösség az egész világra kiterjed, Krisztus pedig egyházat (Mária) és földi helytartóját (Péter) bízta meg művének folytatásában. Minden hívő  a nyolc boldogság elérésével éri el az élet célját, a Mennyei Jeruzsálemet.

## További információk

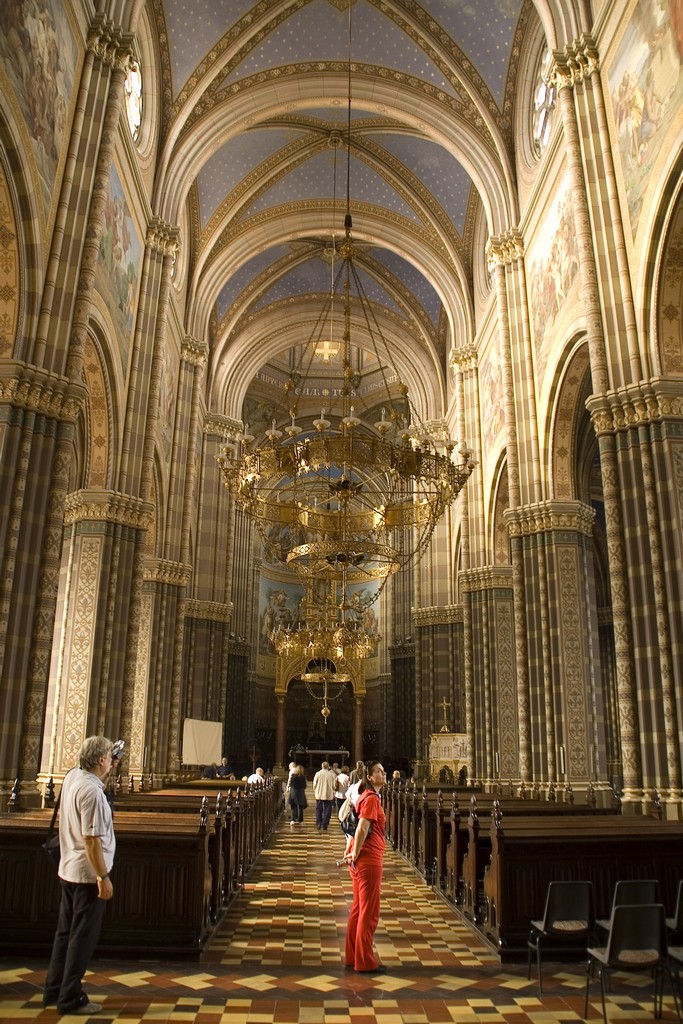
A katedrális belseje

## Fordítás
Ez a szócikk részben vagy egészben  a(z)   Đakovo Cathedral című angol Wikipédia-szócikk ezen változatának fordításán alapul.  Az eredeti cikk szerkesztőit annak laptörténete sorolja fel. Ez a jelzés csupán a megfogalmazás eredetét és a szerzői jogokat jelzi, nem szolgál a cikkben szereplő információk forrásmegjelöléseként.